# Vaccaria hispanica
Vaccaria hispanica é uma espécie de planta com flor pertencente à família Caryophyllaceae. 
A autoridade científica da espécie é (Mill.) Rauschert, tendo sido publicada em Feddes Repertorium 73(1): 52. 1966.

## Portugal
Trata-se de uma espécie presente no território português, nomeadamente os seguintes táxones infraespecíficos:
- Vaccaria hispanica var. grandiflora - presente em Portugal Continental. Em termos de naturalidade é nativa da região atrás referida. Não se encontra protegida por legislação portuguesa ou da Comunidade Europeia.
- Vaccaria hispanica var. hispanica - presente em Portugal Continental. Em termos de naturalidade é nativa da região atrás referida. Não se encontra protegida por legislação portuguesa ou da Comunidade Europeia.